# Премія «Греммі» за найкраще сольне реп-виконання
Премію «Греммі» у номінації «Найкраще сольне реп-виконання» присуджували у період між 1991 та 2011 роками. Щорічно Національна академія мистецтва та науки звукозапису США обирала кілька претендентів за «художні досягнення, технічну майстерність та значний внесок у розвиток звукозапису без урахування продажів альбому (синглу) та його позиції у чартах».
До цього нагорода вручалася під назвою «Краще реп-виконання». У 2003 і 2004 роках номінація була поділена на дві підкатегорії і вручалася за гендерною ознакою: «Найкраще чоловіче сольне реп-виконання» та «Найкраще жіноче сольне реп-виконання». 2005 року вона знову була вручена як єдина нагорода.
У 1991 році, репер MC Hammer став першим переможцем у цій категорії з піснею «U Can't Touch This». Репер Емінем утримує рекорд за кількістю перемог – чотири рази, а також за кількістю номінацій – вісім. Лідером з номінацій без перемог став Баста Раймс — лише 5 разів.
У 2012 році номінацію було скасовано у зв'язку з тотальною реструктуризацією категорій «Греммі», її було перенесено до новоствореної, єдиної категорії — «Найкраще реп-виконання». Таким чином, пісня «Not Afraid» Емінема стала останнім переможцем цієї категорії.

## Лауреати
| Рік  | Виконавці     | Твір                          | Номінанти | Посилання |
| ---- | ------------- | ----------------------------- | --- | --------- |
| 1991 | MC Hammer     | «U Can't Touch This»          | - Queen Latifah – All Hail the Queen - Big Daddy Kane – «I Get The Job Done» - Vanilla Ice – «Ice Ice Baby» - Monie Love – «Monie In The Middle»                         | [ 3 ]     |
| 1992 | LL Cool J     | «Mama Said Knock You Out»     | - MC Hammer – «Here Comes the Hammer» - Monie Love – «It's a Shame (My Sister)» - Queen Latifah - «Fly Girl» - Ice-T – «New Jack Hustler (Nino's Theme)»                 | [ 5 ]     |
| 1993 | Sir Mix-a-Lot | «Baby Got Back»               | - MC Hammer – «Addams Groove» - Queen Latifah – «Latifah's Had It Up 2 Here» - LL Cool J – «Strictly Business» - Marky Mark and the Funky Bunch – «You Gotta Believe»    | [ 6 ]     |
| 1994 | Dr. Dre       | «Let Me Ride»                 | - Paperboy – «Ditty» - Sir Mix-a-Lot – «Just Da Pimpin' In Me» - MC Lyte – «Ruffneck» - LL Cool J – «Stand by Your Man»                                                  | [ 7 ]     |
| 1995 | Queen Latifah | «U.N.I.T.Y.»                  | - Coolio – «Fantastic Voyage» - Craig Mack – «Flava in Ya Ear» - Snoop Doggy Dogg – «Gin and Juice» - Warren G – «This D.J.»                                             | [ 8 ]     |
| 1996 | Coolio        | «Gangsta's Paradise»          | - The Notorious B.I.G. – «Big Poppa» - 2Pac – «Dear Mama» - Skee-Lo – «I Wish» - Dr. Dre – «Keep Their Heads Ringin'»                                                    | [ 9 ]     |
| 1997 | LL Cool J     | «Hey Lover»                   | - Coolio – «1, 2, 3, 4 (Sumpin' New)» - Nas – «If I Ruled the World (Imagine That)» - Heavy D – «Rock With You» - Busta Rhymes – «Woo Hah!! Got You All in Check»        | [ 10 ]    |
| 1998 | Will Smith    | «Men in Black»                | - Busta Rhymes – «Put Your Hands Where My Eyes Could See» - LL Cool J – «Ain't Nobody» - Missy Elliott – «The Rain (Supa Dupa Fly)» - The Notorious B.I.G. – «Hypnotize» | [ 11 ]    |
| 1999 | Will Smith    | «Gettin' Jiggy wit It»        | - Busta Rhymes – «Dangerous» - Wyclef Jean – «Gone till November» - Jay-Z – «Hard Knock Life (Ghetto Anthem)» - Lauryn Hill – «Lost Ones»                                | [ 12 ]    |
| 2000 | Eminem        | «My Name Is»                  | - Busta Rhymes – «Gimme Some More» - Q-Tip – «Vivrant Thing» - 2Pac – «Changes» - Will Smith – «Wild Wild West»                                                          | [ 13 ]    |
| 2001 | Eminem        | «The Real Slim Shadyv         | - Common – «The Light» - DMX – «Party Up (Up in Here)» - Mystikal – «Shake Ya Ass» - Nelly – «Country Grammar (Hot Shit)»                                                | [ 14 ]    |
| 2002 | Missy Elliott | «Get Ur Freak On»             | - Afroman – «Because I Got High» - DMX – «Who We Be» - Jay-Z – «Izzo (H.O.V.A.)» - Nelly – «Ride wit Me»                                                                 | [ 15 ]    |
| 2003 | Missy Elliott | «Scream a.k.a. Itchin'»       | - Charli Baltimore – «Diary» - Eve – «Satisfaction» - Foxy Brown – «Na Na Be Like» - Lauryn Hill – «Mystery of Iniquity»                                                 | [ 16 ]    |
| 2003 | Nelly         | «Hot in Herre»                | - Eminem – «Without Me» - Jay-Z – «Song Cry» - Ludacris – «Rollout (My Business)» - Mystikal – «Bouncin' Back (Bumpin' Me Against the Wall)»                             | [ 17 ]    |
| 2004 | Missy Elliott | «Work It'»                    | - Da Brat – «Got It Poppin'» - Lil' Kim – «Came Back For You» - MC Lyte – «Ride Wit' Me» - Queen Latifah – «Go Head»                                                     | [ 18 ]    |
| 2004 | Eminem        | «Lose Yourself»               | - 50 Cent – «In da Club» - Joe Budden – «Pump It Up» - Ludacris – «Stand Up» - Sean Paul – «Get Busy»                                                                    | [ 18 ]    |
| 2005 | Jay-Z         | «99 Problems»                 | - Eminem – «Just Lose It» - Kanye West – «Through the Wire» - Lloyd Banks – «On Fire» - Twista – «Overnight Celebrity»                                                   | [ 19 ]    |
| 2006 | Kanye West    | «Gold Digger»                 | - 50 Cent – «Disco Inferno» - Common – «Testify» - Eminem – «Mockingbird» - T.I. – «U Don't Know Me» - Ludacris – «Number One Spot»                                      | [ 20 ]    |
| 2007 | T.I.          | «What You Know»               | - Busta Rhymes – «Touch It» - Missy Elliott – «We Run This» - Lupe Fiasco – «Kick, Push» - Mos Def – «Undeniable»                                                        | [ 21 ]    |
| 2008 | Kanye West    | «Stronger»                    | - Common – «The People» - 50 Cent – «I Get Money» - Jay-Z – «Show Me What You Got» - T.I. – «Big Shit Poppin' (Do It)»                                                   | [ 22 ]    |
| 2009 | Lil Wayne     | «A Milli»                     | - Jay-Z – «Roc Boys (And the Winner Is)...» - Lupe Fiasco – «Paris, Tokyo» - Nas – «N.I.G.G.E.R. (The Slave and the Master)» - Snoop Dogg – «Sexual Eruption»            | [ 23 ]    |
| 2010 | Jay-Z         | «D.O.A. (Death of Auto-Tune)» | - Eminem – «Beautiful» - Drake – «Best I Ever Had» - Kid Cudi – «Day 'n' Nite» - Mos Def – «Casa Bey»                                                                    | [ 24 ]    |
| 2011 | Eminem        | «Not Afraid»                  | - Drake – «Over» - Ludacris – "How Low» - T.I. – «I'm Back» - Kanye West – «Power»                                                                                       | [ 17 ]    |

## Статистика
- Найбільша кількість перемог у цій категорії (включаючи сольні перемоги серед чоловіків і жінок):
  - 1. Eminem – 4 перемоги
  - 2. Міссі Елліотт- 3 перемоги
  - 3. LL Cool J, Will Smith, Jay-Z і Kanye West - 2 перемоги
- Найбільша кількість номінацій у цій категорії (включаючи чоловічі та жіночі сольні номінації):
  - 1. Eminem- 8 номінацій
  - 2. Jay-Z – 7 номінацій
  - 3. LL Cool J, Missy Elliott & Busta Rhymes - 5 номінацій
  - 4. Queen Latifah, Kanye West & T.I. - 4 номінації
  - 5. Nelly, Common, MC Hammer, Will Smith & Coolio - 3 номінації
- Найбільша кількість номінацій без перемоги:
  - 1. Busta Rhymes- 5 номінацій
  - 2. Ludacris- 4 номінації
  - 3. Common & 50 Cent - 3 номінації
  - 4. Lupe Fiasco, Mos Def, Nas, Snoop Dogg, DMX, Drake, 2Pac, Monie Love & The Notorious B.I.G. - 2 номінації